# Governador Luiz Rocha
Governador Luiz Rocha là một đô thị thuộc bang Maranhão, Brasil. Đô thị này có diện tích 372,991 km², dân số năm 2007 là 6819 người, mật độ 18,28 người/km².